# فیض‌آباد (کرمانشاه)
فیض‌آباد (به کردی: فه‌یز ئاوا)، یکی از محله‌های قدیمی شهر کرمانشاه است که در بافت قدیمی این شهر واقع شده‌است. این محله در گذشته روستایی به نام عباس‌آباد بود. عباس‌آباد یکی از روستاهایی بود که بافت تاریخی شهر کرمانشاه از به هم پیوستن‌شان تشکیل شده‌است. فیض‌آباد در منطقه ۳ شهرداری کرمانشاه قرار دارد.

## تاریخچه
قدمت این محله به اواخر دوران زندیه بازمی‌گردد. در گذشته شهر کرمانشاه در دره رود قره‌سو قرار داشت. پس از تخریب شهر قدیم در اثر حمله کریم‌خان زند در سال ۱۷۵۳ میلادی، نزدیک به دو سوم کردهای کرمانشاه با هدف نابودی شهر کرمانشاه توسط محمدخان زند به خوزستان و شیراز کوچانده‌ شدند و بقیۀ مردم به دره رود آبشوران کوچ کردند. از سال ۱۷۶۲ با انتصاب الله‌قلی‌خان زنگنه به عنوان حاکم شهر، ساخت بازار کرمانشاه و ساختمان‌های جدید در حاشیه این رود آغاز شد. جمعیت آواره به روستاهای عباس‌آباد (فیض‌آباد)، هوری‌آباد و برزه دماغ هجوم آورد که اکنون بخشی از بافت قدیم شهر کرمانشاه به‌شمار می آیند.
در این محله خانه‌هایی به قدمت ۱۰۰ تا ۱۵۰ سال وجود دارند. فیض‌آباد در شهر تاریخی کرمانشاه، در شمال شهر قرار گرفته بود و محله‌ای اعیانی و ثروتمندنشین به‌شمار می‌آمد، و به همین دلیل خانه‌های به جای مانده در آن از معماری باارزش و تزئینات پُرکاری برخوردارند. همچنین راه کاروان‌های کربلا از فیض‌آباد می‌گذشت و به همین دلیل چندین کاروانسرا در این محله قرار داشت. مسجد جامع شیعیان کرمانشاه و بعضی از مراکز حکومتی نیز در داخل و اطراف این محله مستقر بود.
قدیمی‌ترین بنای شهر کرمانشاه، مسجد آقاشیخ هادی جلیلی که نخستین مسجد کرمانشاه نیز هست، در محلۀ فیض‌آباد قرار دارد. این مسجد در سال ۱۱۸۵ هجری قمری (۱۷۷۱ میلادی) توسط شفیع‌خان زند بنا شد.

## مشخصات محله
محله فیض‌آباد به مساحت ۳۲/۶۴ هکتار، نزدیک به ۱۲ درصد هسته تاریخی ۲۸۵ هکتاری شهر کرمانشاه را تشکیل می‌دهد. جمعیت فیض‌آباد نزدیک به ۵۶۰۰ نفر تخمین زده می‌شود.

### مذهب
فیض‌آباد در گذشته محله‌ای ثروتمندنشین و محل سکونت یهودیان شهر کرمانشاه بود. یهودیان در این محله دو کنیسه و یک حمام داشتند و فروشگاه‌ها و خانه‌های زیادی نیز به آن‌ها تعلق داشت. با کوچ گروهی یهودیان، مسلمانان جای آن‌ها را در این محله گرفتند و کنیسه‌های آن‌ها نیز متروک و سپس تخریب شد. در حال حاضر بخش بیشتر ساکنان این محله پیروان مذهب تسنن هستند. یک مسجد اهل سنت هم به نام مسجد زردویی‌ها در این محله قرار دارد.

## موقعیت
محلۀ فیض‌آباد در واقع به پهنه‌ای تاریخی گفته می‌شود که از سمت شمال به خیابان امیری (کاشیکاری)، از سمت غرب به خیابان مدرس (سپه)، از سمت شرق به خیابان جلیلی و میدان آقا شیخ هادی جلیلی (میدان لاهوتی)، و از جنوب به خیابان نواب (رشیدیاسمی) محدود می‌شود. با ساخت خیابان امام جمعه در مسیر سبزه میدان، میان فیض‌آباد و بخشی از این محلۀ تاریخی که در مجاورت محله آبشوران قرار داشت، فاصله افتاد. اما همچنان پهنۀ تاریخی آن سبزه‌میدان را نیز در بر می‌گیرد و از جنوب به خیابان نواب محدود می‌شود.

## مکان‌های شاخص
- کوچۀ یهودی‌ها: در گذشته در محل کنونی خیابان جلیلی کوچه‌ای به نام کوچۀ یهودی‌ها (یه‌هوودیه‌یل) وجود داشت که محل زندگی خانواده‌های یهودی کرمانشاه بود. دروازۀ یهودی‌ها نیز در دنبالۀ همان کوچه قرار داشت.[۵] در این کوچه چندین کارگاه شیشه‌گری دایر بود که به ساخت قرابه و اشیای شیشه‌ای می‌پرداختند.[۶]
- تیمچه سید اسماعیل: در گذشته تیمچه‌‌ای به نام سید اسماعیل در بازار کرمانشاه وجود داشت. این تیمچه با ساخت خیابان سپه از بین رفت و سپس در مکان آن سینما هما ساخته‌شد که بعداً به سینما ایران تغییر نام داد.[۵] سینما ایران نیز در دهۀ ۱۳۸۰ تخریب شد و به جای آن پاساژ ایران ساخته‌شد. کارگاه دواتگری استاد حاجی که آثار او شهرت بسیار داشت در تیمچۀ سید اسماعیل قرار داشته‌است.[۶]
- بازار فیض‌آباد: بخش از بازار سنتی کرمانشاه است که حدود ۳۰ تا ۳۵ حجره را شامل می‌شود.[۷]
- کلوپ چمن: زمینی خاکی در فیض‌آباد وجود داشت که در دهۀ ۱۳۴۰ خورشیدی به محلی برای بازی فوتبال تبدیل شد. اکثر فوتبالیست‌های قدیمی کرمانشاه در این زمین خاکی که کلوپ چمن نامیده می‌شد تمرین می‌کردند و شالودۀ اصلی تیم‌های فوتبال کرمانشاه مانند «تیم آتش‌نشانی کرمانشاه» در دهۀ ۴۰ و «تیم منتخب کرمانشاه» در جام قدس از فوتبالیست‌های کلوپ چمن فیض‌آباد شکل گرفت.[۸]

## خیابان‌های اصلی
- خیابان امیری (کاشیکاری)
- گذر جلوخان
- خیابان امام جمعه (سبزه‌میدان)
- خیابان نوبتی
- خیابان جلیلی

## افراد مشهور
- ابوالقاسم لاهوتی
- داریوش نیک‌گو
- حشمت‌الله طبیبی
- محمدحسن محبی
- محمدحسین محبی
- سید جلال‌الدین محمدیان
- محسن رضوانی
- سیاوش نورپور

## بناهای شاخص
- بازار فیض‌آباد
- تاریکه بازار
- خانه خواجه باروخ
- خانۀ صارم‌الدوله (خانه زرشکیان)
- خانه حکیم نصیر
- خانه یزدی
- کلیسای نمازخانه
- سرای حاج علی محمد همدانی
- تکیه نایب آقامراد
- تکیه بیگلربیگی
- حسینیه هیئت محبان حسین
- مسجد آقاشیخ هادی جلیلی
- حمام بیگلری
- حمام ملاباشی[۹]
- حمام میرزا سلیم
- حمام نظام
- مسجد معتمد
- مسجد نظام
- مسجد زردویی‌ها
- کتابخانه امام رضا

## طرح بازآفرینی شهری
محلۀ فیض‌آباد به عنوان محلۀ تاریخی شهر کرمانشاه محل اجرای طرح بازآفرینی شهری قرار دارد. معبر اصلی این محله در سال ۱۳۷۸ بازگشایی شد که خیابان سپه را به میدان آقاشیخ‌هادی جلیلی (میدان لاهوتی) وصل می‌کند. معبر دیگری نیز در این محله در چارچوب طرح بازآفرینی در حال ساخت است. علاوه بر این آپارتمان‌سازی با عنوان مسکن امید انجام شده و واگذاری زمین به تولیدکنندگان مسکن به منظور ساخت خانه برای ساکنان منازل فرسوده و قدیمی در حال انجام است و قرار است که منازل برجای‌مانده نیز تخریب یا نوسازی شوند.
گذر جلوخان در محلۀ فیض‌آباد، حدفاصل خیابان مدرس تا خیابان جلیلی، یکی از سه گذر به‌جای‌مانده از شهر قدیم کرمانشاه و تنها گذر دارای جدارۀ چوبی به سبک موسوم به بغدادی است. در ۷ تیر ۱۴۰۲ کارشناس میراث فرهنگی استان کرمانشاه از مرمت این گذر شامل ساماندهی جداره و نمای چوبی، دفع رطوبت و مرمت نماهای آجری آن در بهار ۱۴۰۲ خبر داد. در ۱۰ اردیبهشت ۱۴۰۳ معاون میراث فرهنگی ادارۀ کل میراث فرهنگی استان کرمانشاه بیشتر بناهای تاریخی واقع در گذر جلوخان را فرسوده اعلام کرد و بار دیگر از برنامه‌ریزی برای ساماندهی گذر جلوخان و حمایت از مالکان بناهای این گذر خبر داد.
همچنین بازار فیض‌آباد نیز بخشی از بازار سنتی کرمانشاه است که در محلۀ فیض‌آباد قرار دارد. علاوه بر فرسودگی، در دهۀ ۱۳۷۰ ساخت‌وسازهایی بی‌تناسب در این بازار صورت گرفته که مطابق با معماری سنتی آن نبوده‌است. به همین دلیل مرمت این بازار و تکیه و مسجد آن شامل تکمیل سردرها، تاق‌زنی تاق‌های بازار، جداره‌سازی و مرمت حجره‌ها از ابتدای دهۀ ۱۴۰۰ آغاز شده و طرح مطالعاتی ساماندهی و مرمت آن در دست تهیه است.

### مجموعۀ گردشگری فیض‌آباد
در بهمن و اسفند ۱۱۴۰۱ اعلام شد که با توجه به اهمیت تاریخی محلۀ‌ فیض‌آباد و وجود ۸ بنای تاریخی ثبت‌شده در فهرست میراث فرهنگی در این محله مجموعۀ گردشگری تعریف شده و برای جلب توجه گردشگران، کوچه‌ها سنگفرش و نورپردازی انجام می‌شود.